# Mesoleius insidiosus
Mesoleius insidiosus là một loài tò vò trong họ Ichneumonidae.